# Antonio Ruffo
Don Antonio Ruffo, Fürst von Scaletta (* um 1610 wahrscheinlich in Messina oder im Kastell von Bagnara Calabra; † 16. Juni 1678 in Messina) war ein süditalienischer Adliger, Geschäftsmann und Mäzen aus der Familie der Ruffo, der vor allem durch seine bedeutende Kunstsammlung in die (Kunst-)Geschichte einging.

## Leben

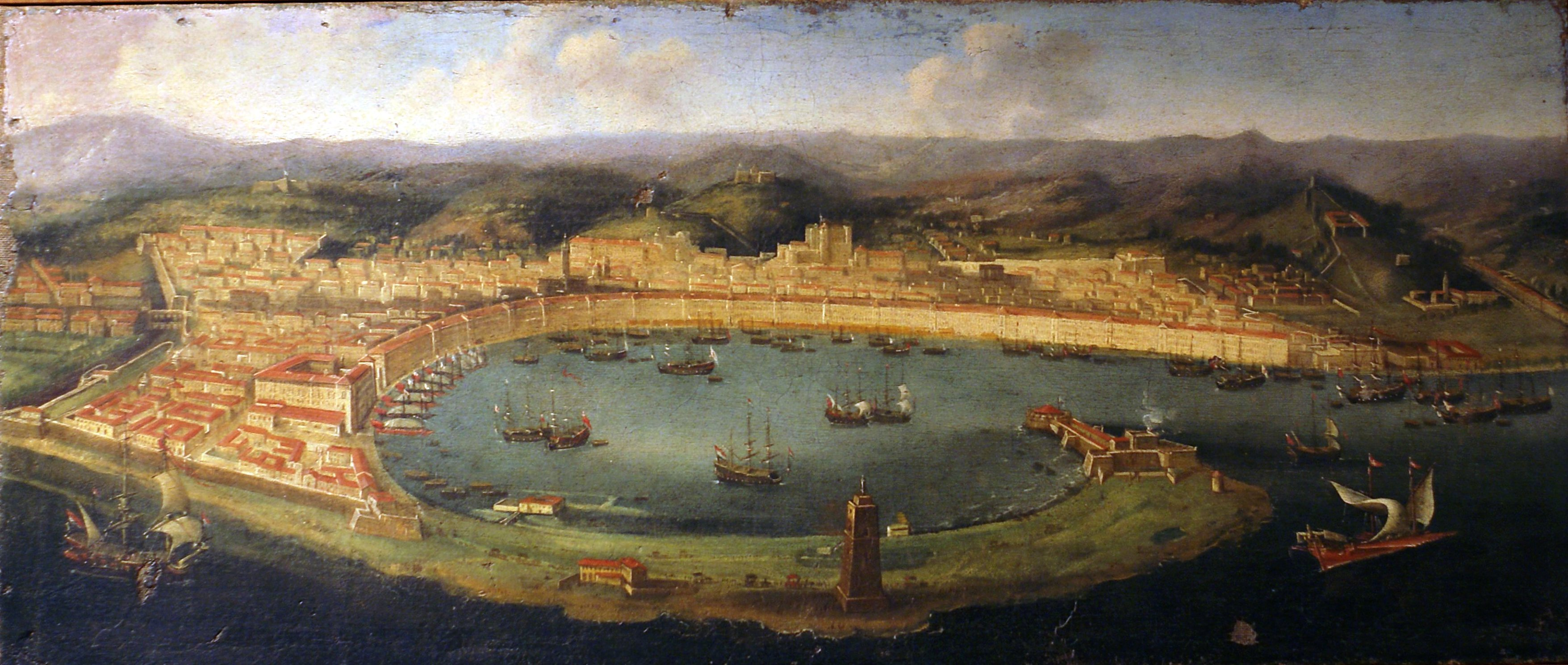
Abraham Casembroot (1593–1658): Ansicht des Hafens von Messina mit der Palazzata

Er war der jüngste Sohn des Carlo Ruffo, Herzog von Bagnara, und der Antonia Spatafora, die aus einer angesehenen Patrizierfamilie aus Messina stammte. Antonio Ruffo wurde wahrscheinlich 1610, einige Monate nach dem Tode seines Vaters, geboren. Er hatte fünf ältere Geschwister: den Erstgeborenen Francesco; Flavio, der eine kirchliche Laufbahn einschlug; Bernardo, der Malteserritter war; Pietro und Ippolita.
Sowohl Antonios Vater als auch seine Mutter (nach dessen Tode) erwarben sich ein Vermögen im Seidenhandel, der in Messina eines seiner damaligen Zentren hatte. Antonio Ruffo fiel von Jugend an durch seinen wachen Verstand, rege geistige Interessen und Liebe zur Kunst, insbesondere zur Malerei, auf. Diese wurden durch längere Besuche bei seinem Bruder Flavio gefördert, der zwar Abt von San Bartolomeo in Sinopoli war, sich daneben aber auch in Neapel um die familiären Geschäfte kümmerte und selber eine Kunstsammlung besaß. Wahrscheinlich lernte Antonio in Neapel die bedeutende Sammlung des flämischen Händlers Gaspar Roomer kennen.
Am 6. Juli 1641 heiratete er eine reiche Verwandte seiner Mutter, Alfonsina Gotho, Baronessa della Floresta. Das erste Kind Placido wurde 1646 geboren.
Obwohl Ruffo als letztgeborener Spross der Familie zunächst nicht die günstigsten Ausgangsbedingungen hatte, gelang es ihm, sich durch seine Intelligenz, geschäftliches und politisches Geschick zu profilieren. Er war wie seine Eltern unter anderem im Seidenhandel tätig, handelte aber auch mit anderen Produkten, wie Weizen und Schnee (sic!). Er arbeitete als Prokurist für Giovan Battista Raggi, einen wichtigen Vertreter der Genueser Geschäftswelt, die wiederum in Beziehungen zur Habsburgermonarchie stand.
1645 wurde er Senator von Messina und begann mit dem Bau eines Familienpalastes an der Strada Emmanuella, der bereits 1646 fertig war und sich in die berühmte „Palazzata“ von Messina einfügte. Dort lebte Ruffo mit seiner Familie und seiner Mutter Antonia. In seinem Palazzo empfing Ruffo 1650–51 auch Juan José d’Austria, als dieser Vizekönig von Sizilien war.
Während des Aufstands von Messina gegen die spanische Vorherrschaft flüchtete Don Antonio Ruffo nach Kalabrien und kehrte erst 1678, nach der Revolte, wieder nach Messina zurück, wo er noch im selben Jahr verstarb.

## Die Sammlung Ruffo

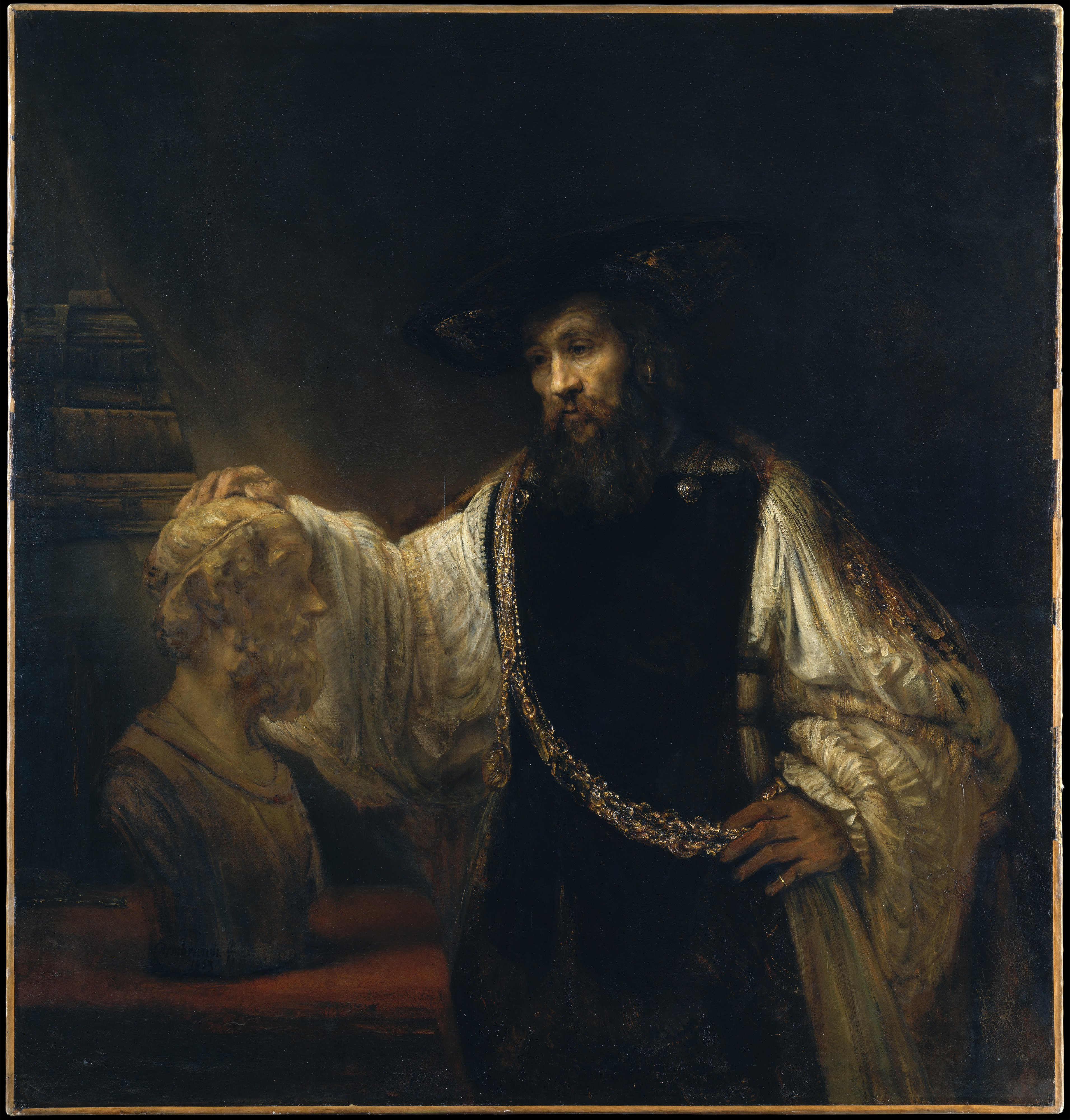
Rembrandt: Aristoteles mit der Büste des Homer, 1653 (Metropolitan Museum, New York). Das Gemälde gehörte ursprünglich zur Sammlung von Don Antonio Ruffo

Den Palazzo Ruffo schmückte Don Antonio mit feinen Möbeln, Silber, Stoffen und Wandteppichen. Vor allem aber investierte er sein Vermögen in eine Gemäldesammlung, die zu den bedeutendsten ihrer Zeit gehörte und nicht nur aus Werken italienischer Künstler bestand, sondern auch durch exzellente Werke der nordeuropäischen Malerei glänzte.
Dabei stand er mit vielen Künstlern persönlich in Kontakt. Die 182 Briefe aus der Zeit von 1646 bis 1673, die von seinem Nachfahren Vincenzo Ruffo im 20. Jahrhundert veröffentlicht wurden, zählen zu den bedeutendsten kunsthistorischen und historischen Dokumenten der Zeit. Roberto Longhi (1918) definierte Vincenzo Ruffos Arbeit über die Bildersammlung Don Antonios als „die wichtigste archivistische Studie (…) über die Geschichte des großen Seicento, nach derjenigen von Bertolotti“ („lo studio archivistico più importante [...] per la storia del grande Seicento, dopo quello del Bertolotti“).
Mithilfe eines weitverzweigten Netzes verwandtschaftlicher und geschäftlicher Beziehungen gelang es Don Antonio Ruffo, Gemälde der bedeutendsten Künstler nicht nur seiner eigenen Zeit zu erwerben, darunter Tizian, Anton van Dyck, Rembrandt, Jacob Jordaens, Guido Reni, Guercino, Jusepe de Ribera („lo Spagnoletto“), Mattia Preti, Artemisia Gentileschi, Nicolas Poussin, Pietro da Cortona, Pietro Novelli, Salvator Rosa, Albrecht Dürer, Polidoro da Caravaggio, Alonso Rodriguez, Abraham Brueghel, Abraham Casembroth, Paul Bril und viele andere.
Mit Rembrandt stand Ruffo zwischen 1652 und 1663 in Verbindung und erwarb neben Radierungen drei Gemälde: Aristoteles mit der Büste des Homer (1653, Metropolitan Museum, New York; siehe Abb.) und später Alexander der Große (1662), das in einem Feuer verloren ging, sowie Der blinde Homer (1662–63, Mauritshuis, Den Haag). Das letztere Bild, wie überhaupt Rembrandts Spätstil, gefiel Ruffo allerdings nicht, er wies es zurück, damit der Maler es „fertigstelle“.
1664 erwarb Ruffo acht Wandteppiche über das Leben des Achill nach Vorlagen von Rubens und wahrscheinlich auch von Jacob Jordaens.
In Fällen, wo ein Gemälde durch den Transport beschädigt wurde, ließ Ruffo es von seinem „Hauskünstler“ Agostino Scilla restaurieren bzw. überarbeiten; wahrscheinlich ließ er sich von Scilla auch bei seinen Kunstkäufen beraten.